# Super Sanremo 2006 - Dieci e lode
Super Sanremo 2006 - Dieci e lode è un album compilation pubblicato il 3 marzo 2006 dall'etichetta discografica EMI.
Si tratta di uno dei due album contenenti brani partecipanti al Festival di Sanremo 2006.
Nel dettaglio, 3 brani erano stati in gara nella categoria "Gruppi", altri 2 avevano fatto parte della categoria "Uomini", così come per le categorie "Donne" e "Giovani", mentre le ultime 2 tracce si riferiscono a canzoni proposte da ospiti della manifestazione.
Nell'album era stato utilizzato il sistema di protezione Copy Control.

## Tracce
1. Gianluca Grignani - Liberi di sognare
2. Alex Britti - ...solo con te
3. Anna Oxa - Processo a me stessa
4. Noa, Carlo Fava e Solis String Quartet - Un discorso in generale
5. Mario Venuti e Arancia Sonora - Un altro posto nel mondo
6. Anna Tatangelo - Essere una donna
7. Gigi Finizio e Ragazzi di Scampia - Musica e speranza
8. Monia Russo - Un mondo senza parole
9. Virginio - Davvero
10. Hilary Duff - Wake Up
11. Jesse Mc Cartney - Because You Live